# The Last Front
The Last Front is een Belgische film uit 2024, geschreven en geregisseerd door Julien Hayet-Kerknawi. 

## Verhaal
Gesitueerd tijdens de Eerste Wereldoorlog, volgt het een weduwnaar en boer Leonard (Iain Glen) en zijn familie terwijl ze midden in een oorlog worden gegooid die ze niet begrijpen. Het speelt zich af tijdens de eerste dagen van het conflict terwijl de Duitse oorlogsmachine oprukt, en tijdens wat bekend kwam te staan als de Verkrachting van België.

## Rolverdeling
| Acteur                 | Personage            |
| ---------------------- | -------------------- |
| Iain Glen              | Leonard              |
| Sasha Luss             | Louise               |
| Joe Anderson           | Laurentz             |
| David Calder           | priester Michael     |
| James Downie           | Adrien               |
| Julian Kostov          | Thomas Bosmans       |
| Koen De Bouw           | Dr. Janssen          |
| Philippe Brenninkmeyer | Maximilian Von Rauch |
| Mathijs Scheepers      | korporaal Weber      |
| Joren Seldeslachts     | Enzo                 |
| Trine Thielen          | Elise                |
| Anna Ballantine        | Camille Maes         |
| Leander Vyvey          | Peer Schultz         |
| Emma Moortgat          | Maria                |
| Caroline Stas          | Brigitte             |
| Kevin Murphy           | Fergal               |
| Sam Rintoul            | Henri Maes           |
| Emma Dupont            | Johanna              |
| Steve Armand           | Nicolas              |

## Productie

### Thema's
Het regiedebuut van Hayet-Kerknawi verdiept zich in thema's van verloren connecties, rouw en de complexiteit van de menselijke natuur te midden van de chaos van oorlog. Door zich te richten op de genuanceerde interacties tussen personages, biedt The Last Front een beschouwende blik op de oorlog, met nadruk op de interne gevechten die individuen net zozeer ondergaan als de fysieke conflicten die hen omringen.
De film daagt traditionele percepties van heldendom en schurkachtigheid uit, nodigt kijkers uit om na te denken over de morele ambiguïteiten van oorlogshandelingen en de diepgaande effecten van verlies en verzoening.

### Ontwikkeling
The Last Front markeert de overgang van Julien Hayet-Kerknawi van korte naar speelfilms, geïnspireerd door zijn diepe interesse in verhalen vertellen via cinema. Beïnvloed door actie- en oorlogsfilms uit de late jaren '90, en het werk van regisseurs zoals Michael Bay, streefde Hayet-Kerknawi ernaar om epische verhalen te mengen met dynamische visuals en emotionele diepgang. De creatie van de film benadrukte zijn zelfgeleerde aanpak en legde de nadruk op teamwork en een samenhangende creatieve visie.
Voortkomend uit zijn korte film A Broken Man, richt The Last Front zijn focus op de persoonlijke effecten van de Eerste Wereldoorlog, en vermijdt het bredere historische complexiteiten om de emotionele en psychologische impact op zijn personages te onderzoeken. De toevoeging van een wraakverhaal voegt complexiteit toe aan de film, en beeldt een boer af als een onverwachte held die tegenspoed confronteert.
Glen beschrijft hoe het verhaal de plotselinge en diepgaande verstoring van vreedzame levens door oorlog vastlegt, en benadrukt de onschuld van burgers gevangen in het conflict. Ondanks de verkenning van thema's zoals verlies, rouw en de complexiteit van de menselijke natuur tijdens oorlogstijd, presenteert de film uiteindelijk een verhaal doordrenkt met hoop. Het portretteert de triomf van gewone mensen tegen overweldigende kansen, met als doel het publiek te voorzien van een gevoel van optimisme na een reis door historische onrust en morele ambiguïteit.

### Filmlocaties
The Last Front maakte gebruik van een reeks filmlocaties door heel België, met zowel Vlaamse als Waalse landschappen om zijn Eerste Wereldoorlog-setting authentiek weer te geven. Opmerkelijke filmlocaties waren onder andere het Kluisbos, Kortrijk, Damme, Lier en het gebied Enclus du Haut in Waals Picardië, gekozen vanwege hun historische relevantie en schilderachtige schoonheid.
In Kortrijk diende het Begijnhof als een van de primaire locaties, wat de intentie van de regisseur benadrukte om toeristisch significante locaties van Vlaanderen binnen het verhaal te tonen. De film, met een internationale cast inclusief Koen De Bouw en Iain Glen, richt zich op Vlaamse families tijdens de Eerste Wereldoorlog, gedwongen om te vluchten voor oorlogsgeweld. Hayet-Kerknawi merkte op over de unieke authenticiteit die echte locaties aan de mise-en-scène van de film toevoegden, in het bijzonder opmerkend dat de openingsscène nergens anders ter wereld gefilmd had kunnen worden. Het verhaal wijkt af van grootse historische afbeeldingen om zich te concentreren op de ervaringen van gewone dorpelingen getroffen door de oorlog, met De Bouw die de dorpsdokter speelt en Glen de boer.

## Release en ontvangst
The Last Front ging op 1 februari 2024 in première in Kinepolis Gent. Opmerkelijke aanwezigen waren figuren uit de Belgische filmindustrie, zoals regisseur Jan Verheyen, die de ambitieuze reikwijdte van de film prees, het bestempelend als "on-Vlaams ambitieus." De bioscooprelease vond plaats in België op 7 februari 2024, waar het werd vertoond in zowel standaard als het "Laser Ultra"-formaat exclusief voor de Kinepolis-bioscopen, aangevuld met Dolby Atmos-audiotechnologie.